# 区間の分割

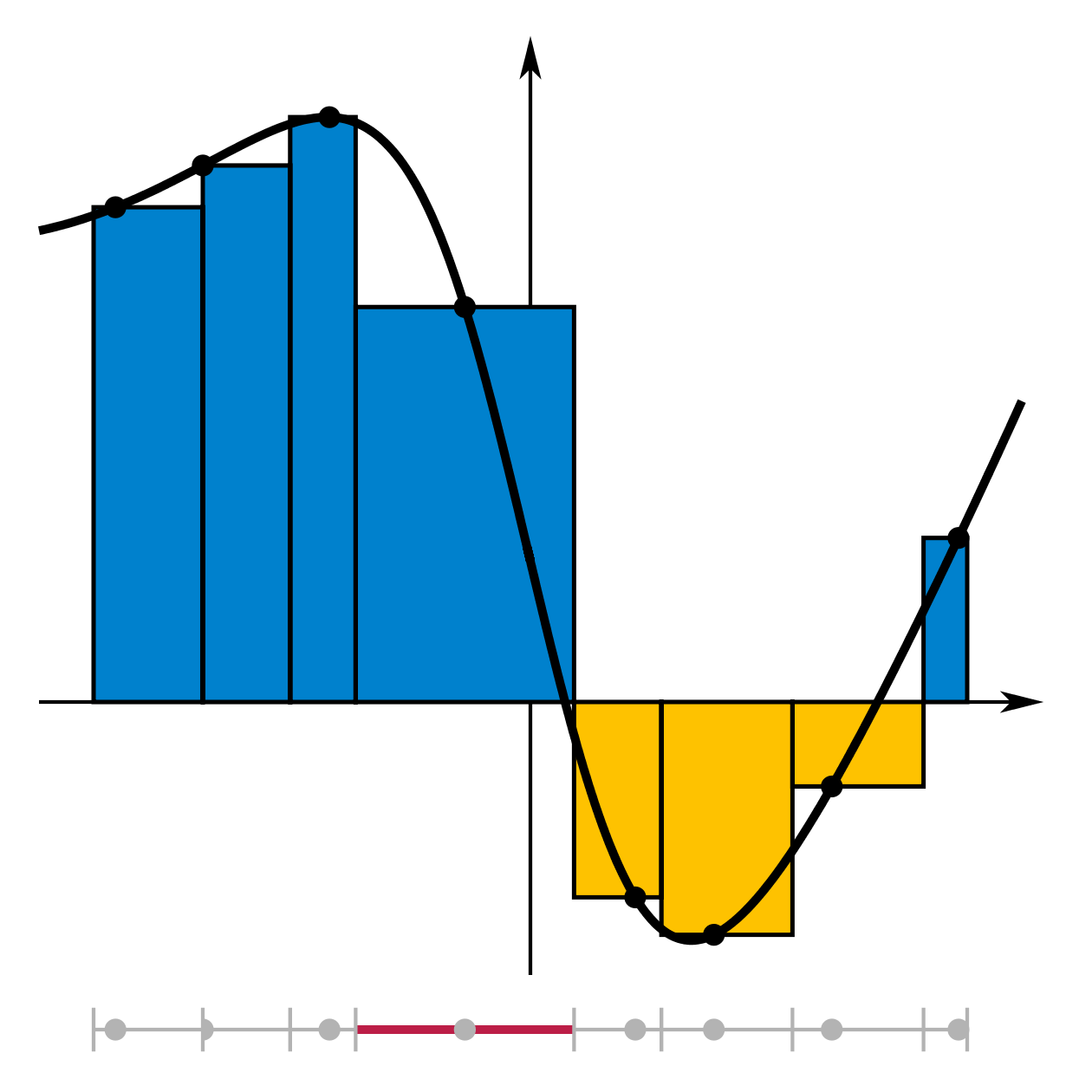
区間の分割はリーマン和に用いられる。分割それ自体は図の下部にグレーで（小区間の一つを赤で）示してある。

数学において実数直線上の区間 [a, b] の分割（ぶんかつ、英: partition）とは、実数からなる
a = x0 < x1 < x2 < … < xn = b
の形の有限点列 Π = (xi) を言う。即ち、有界閉区間 I の分割は、（区間 I に属する実数からなる）狭義単調増加列であって、I の小さいほうの端点から大きいほうの端点へ到達する。
このとき、各点 xi を区間 [a, b] の分割 Π に属する分点と言い、[xi, xi+1] の形の各区間を分割 Π に属する小区間 (sub-interval) などと呼ぶ。
区間の分割 Π = (xi) に対し、例えば
{\displaystyle {\begin{aligned}\,[a,b]&=\{x_{0}\}\cup \bigcup _{i=0}^{n-1}(x_{i},x_{i+1}]\\&=\{x_{0},x_{1},\ldots ,x_{n}\}\cup \bigcup _{i=0}^{n-1}(x_{i},x_{i+1})\end{aligned}}}
は明らかに区間 [a, b] の集合としての分割を与える。

## 分割の細分
与えられた区間の分割 P に対して、同じ区間の別の分割 Q が P の細分 (refinement) であるとは（他に点が加わっていてもよいから）P の分点をすべて含むときに言う。このとき分割 Q は P より細かい (finer) と言う。また、細かい分割のほうが大きいと定義することにより、与えられた区間上の分割全体の成す集合上に半順序を入れることができる。すなわち、分割 P, Q に対し、その分点からなる集合をそれぞれ P', Q' とすれば、
{\displaystyle P\preceq Q\iff P'\subseteq Q'}
である。二つの分割 P, Q に対して、その共通細分 (common refinement) P ∨ Q を、P, Q の全ての分点をその大きさの順で並べ直して得られる点列として与えることができる。

## 分割の大きさ
分割
x0 < x1 < x2 < ... < xn
の大きさ (norm) あるいは目 (mesh) とは、それに属する最長の小区間の長さ
max{xi − xi−1 | i = 1, …, n}
を言う。

## 応用
区間の分割はリーマン積分、リーマン–スティルチェス積分、方正積分などの理論に利用される。具体的には、与えられた区間に対して（より小さな分割に取り直すという意味において）分割の大きさを 0 に近づけるにつれ、その区間上で定義されたリーマン和がリーマン積分に近づく。

## 点付き分割
与えられた区間の点付き分割 (tagged partition) とは、その区間の分割 Π = (xi) と各 i (0 ≤ i < n) について
xi ≤ ti ≤ xi+1
なる条件を満足する有限点列 t0, …, tn−1 との組を言う。即ち、点付き分割は、各小区間の識別点 (distinguished point, tag) が指定されているような分割である。点付き分割の大きさ（目）は通常の分割に対するものと同じに定義される。通常の分割の場合と同様に、点付き分割の細分を考えることにより与えられた区間上の点付き分割全体の成す集合上に半順序を入れることができる。
ここで、区間 [a, b] の点付き分割 (xi; ti) および (yj; sj) に対し、(yj; sj) が点付き分割 (xi; ti) の細分であるとは、各 i に対して整数 r(i) が存在して、xi = yr(i) かつ r(i) ≤ j < r(i + 1) なる適当な整数 j に対して ti = sj となるときに言う。一口に言えば、点付き分割の細分は、もとの分割に分点と識別点を追加して（点を取り去ることはせずに）得られる点付き分割である。

## 関連文献
- Gordon, Russell A. (1994). The integrals of Lebesgue, Denjoy, Perron, and Henstock. Graduate Studies in Mathematics, 4. Providence, RI: American Mathematical Society. ISBN 0-8218-3805-9